# Sportvagns-VM 1989
Sportvagns-VM 1989 vanns av Jean-Louis Schlesser och Sauber-Mercedes.

## Delsegrare
| Bana           | Vinnare                          | Märke    |
| -------------- | -------------------------------- | -------- |
| Suzuka         | Jean-Louis Schlesser Mauro Baldi | Mercedes |
| Dijon          | Frank Jelinski Bob Wollek        | Porsche  |
| Jarama         | Jean-Louis Schlesser Jochen Mass | Mercedes |
| Brands Hatch   | Mauro Baldi Kenny Acheson        | Mercedes |
| Nürburgring    | Jean-Louis Schlesser Jochen Mass | Mercedes |
| Donington Park | Jean-Louis Schlesser Jochen Mass | Mercedes |
| Spa            | Mauro Baldi Kenny Acheson        | Mercedes |
| Mexico City    | Jean-Louis Schlesser Jochen Mass | Mercedes |

## Slutställning
| Plats | Förare                     | Märke    | Poäng |
| ----- | -------------------------- | -------- | ----- |
| 1     | Jean-Louis Schlesser       | Mercedes | 113   |
| 2     | Jochen Mass                | Mercedes | 107   |
| 3     | Mauro Baldi                | Mercedes | 102   |
| 4     | Kenny Acheson              | Mercedes | 97    |
| 5     | Frank Jelinski             | Porsche  | 82    |
| 6     | Bob Wollek                 | Porsche  | 72    |
| 7     | Oscar Larrauri             | Porsche  | 64    |
| 8     | Jan Lammers Patrick Tambay | Jaguar   | 30    |

## Team-VM
| Plats | Team            | Poäng |
| ----- | --------------- | ----- |
| 1     | Mercedes        | 155   |
| 2     | Joest Racing    | 84    |
| 3     | Brun Motorsport | 66    |
| 4     | Jaguar          | 47    |
| 5     | Nissan          | 37    |
| 6     | Aston Martin    | 26    |